# Cáceres (província)
Cáceres é uma província raiana de Espanha no norte da comunidade autónoma da Estremadura.

## Comarcas
- Comarca del Alagón
- Comarca de Tajo-Salor
- Vale do Ambroz
- Llanos de Cáceres
- Comarca de Campo Arañuelo
- Vale do Jerte
- Comarca de La Vera
- Las Hurdes
- Las Villuercas
- Comarca de Los Ibores
- Comarca da Serra de Gata
- Comarca de Trujillo
- Comarca de Valencia de Alcántara
- Comarca de Alcántara
- Trasierra - Tierras de Granadilla